# 링 (1998년 영화)
《링》(일본어: リング, Ring)은 1998년 나카타 히데오가 감독하고 다카하시 히로시가 각본을 맡은 일본의 초자연적 심리 공포 영화로, 스즈키 고지의 1991년 소설을 원작으로 한다. 마츠시마 나나코, 나카타니 미키, 사나다 히로유키가 출연하며, 본 사람은 7일 후에 죽게 되는 저주받은 비디오테이프의 미스터리를 조사하기 위해 분투하는 기자의 이야기를 다룬다. 이 영화는 일본에서 《더 링》으로도 불리며 북미에서는 《링구》(Ringu)라는 제목으로 개봉되었다.
제작은 약 9개월이 소요되었으며, 속편인 《링: 라센》과 함께 연이어 촬영되었다. 《링: 라센》은 많은 배우들이 동일했지만 나카타나 다카하시는 참여하지 않았다. 두 영화는 1998년 1월 31일 일본에서 함께 개봉되었으며, 제작사는 원작 소설의 인기가 두 영화 모두를 성공시킬 것이라고 기대했다. 개봉 이후 《링》은 일본 국내외에서 흥행에 성공했고 비평가들로부터 호평을 받았는데, 특히 영화의 분위기, 느린 템포의 공포, 주제가 칭찬받았다.
인기 있는 프랜차이즈로 성장한 이 영화는 매우 영향력 있는 작품으로 평가받으며, 일본 공포 영화의 서구적 대중화를 이끌었다. 2002년의 《링》을 시작으로 다수의 영어권 각색이 제작되었고, 일본 공포 영화의 르네상스를 촉발시켰다. 또한 《주온》과 《그루지》 같은 다른 성공적인 프랜차이즈에 영감을 주었고, 2000년대 할리우드 공포 영화가 슬래셔에서 더 분위기 중심의 영화로 전환되는 데 앞장섰다. 원작 영화의 성공에도 불구하고 《링: 라센》은 개봉 당시 대체로 무시되었고, 이로 인해 나카타와 다카하시는 《링: 라센》의 사건을 삭제한 또 다른 속편인 《링 2》(1999년)를 제작하게 되었다.

## 줄거리
잠자리에서 고등학생 토모코와 마사미는 비디오 테이프에 관한 도시 전설에 대해 이야기를 나눈다. 그 테이프는 불길한 전화가 온 후 7일 안에 시청자를 죽게 만드는 저주가 있다고 한다. 토모코는 지난주에 자신과 친구들이 이상한 비디오테이프를 보고 그 후에 설명할 수 없는 전화를 받았다고 고백한다. 그들은 헛경보 전화를 받고, 마사미는 화장실에 간다. 토모코는 텔레비전이 저절로 켜지는 것을 목격하고 정체불명의 존재에 의해 살해당한다.
토모코의 이모이자 이 도시 전설을 조사하는 기자인 아사카와 레이코는 조카의 장례식에 참석하고, 토모코와 함께 테이프를 본 세 명의 친구들이 모두 같은 시간에 (아마도) 토모코와 같은 방식으로 죽었다는 사실을 알게 된다. 레이코는 네 사람이 머물렀던 리조트 오두막에서 표시가 없는 비디오테이프를 발견한다. 그 테이프에는 서로 관련이 없어 보이는 짧은 장면들이 끽끽거리는 소리와 함께 담겨 있으며, 으스스한 우물 장면으로 끝난다. 비디오를 본 뒤, 레이코는 유령을 보고 테이프에서 나온 끽끽거리는 소리가 나는 전화를 받는다. 자신이 저주에 걸렸다고 확신한 레이코는 테이프를 가지고 오두막을 떠난다.
레이코는 초능력을 가진 전 남편 타카야마 류지의 도움을 구한다. 레이코가 만든 테이프 사본을 조사하면서, 두 사람은 오시마 방언으로 말하는 암호 같은 메시지를 발견하고 오시마로 향할 준비를 한다. 출발하기 전, 레이코는 류지와의 사이에서 낳은 아들 요이치가 "토모코"의 압력에 의해 테이프를 보고 있는 것을 발견한다.
오시마에서 레이코와 류지는 테이프에 등장하는 여성 야마무라 시즈코에 대해 알게 된다. 자살하기 전, 시즈코는 불륜 관계에 있던 ESP 연구자 이쿠마 헤이하치로 박사가 주최한 초능력 시연회에서 명성을 얻었다. 시즈코의 사촌 타카시를 만났을 때, 두 사람은 환영을 통해 시연회 도중 테이프에서 암시된 이름을 가진 시즈코의 어린 딸 사다코가 시즈코의 능력을 비난한 기자를 초능력으로 죽였다는 사실을 알게 된다. 사다코를 추적하지 못한 후, 레이코는 류지가 이즈의 오두막에서 자신이 받았던 것과 같은 테이프 시청 후 전화를 받지 않았다는 사실을 깨닫는다. 그들은 오두막으로 급히 돌아간다.
레이코와 류지는 오두막의 좁은 공간에서 봉인된 우물을 발견한다. 또 다른 환영을 통해, 그들은 이쿠마 박사가 사다코를 우물 안에 가두었다는 사실을 알게 된다. 그들은 사다코가 살아있었고 비디오테이프가 그가 투사한 분노를 "기록"했을 때 저주가 태어났다고 결론짓는다. 물을 빼낸 후, 그들은 사다코의 유해를 발견한다. 레이코는 7일 기한이 지나고 자신이 여전히 살아있자, 저주가 깨졌다고 믿게 된다.
다음 날, 류지의 텔레비전이 저절로 켜지면서 테이프 끝에 나오는 우물을 보여준다. 사다코의 복수심에 찬 영혼이 우물에서 나와 텔레비전 밖으로 비틀거리며 나오고, 류지에게 다가가 그를 죽인다. 류지에게 전화를 시도하던 레이코는 전화를 통해 그의 마지막 순간을 듣는다. 유령의 인도를 받은 레이코는 자신이 무의식적으로 저주에서 살아남는 실제 방법을 발견했다는 것을 깨닫는다. 테이프를 복사하여 7일 안에 다른 사람에게 보여주는 것이다. 요이치를 구하기 위해 절박해진 레이코는 아버지의 집으로 운전해 가서 그에게 테이프를 보여주려 한다.

## 배역
- 마츠시마 나나코 - 아사카와 레이코
- 나카타니 미키 - 타카노 마이
- 사나다 히로유키 - 타카야마 류지
- 타케우치 유코 - 오이시 토모코
- 사토 히로미 - 쿠라하시 마사미
- 유이치 누마타 - 야마무라 타카시
- 마츠시게 유타카 - 요시노
- 무라마츠 카츠미 - 아사카와 코이치
- 오타카 리키야 - 아사카와 요이치
- 마사코 - 야마무라 시즈코
- 반 다이스케 - 이구마 헤이하치로
- 나카타니 미키 - 타카노 마이
- 리쇼 리요시
- 야나기 유레이
- 오시마 요코
- 시미즈 키리코

## MBC 성우진
- 박영희 - 아사가와 레이코(마츠시마 나나코)
- 김관철 - 다카야마 류지(사나다 히로유키)
- 김태훈 - 야마무라(누마타 유이치)
- 박소라 - 토모코(타케우치 유코)
- 김아영 - 타카노 마이(나카타니 미키)
- 박선영
- 최한
- 방성준
- 조현정
- 박신희
- 문남숙
- 이원찬
- 정재헌

## 주제와 해석
비평가들은 《링》에서 일본 전통이 현대성과 충돌하는 측면에 대해 논의해왔다. 콜레트 발메인은 다음과 같이 지적한다. "사다코라는 인물을 통해 《링》은 일본 전통 공포의 복수하는 유령 원형을 활용한다". 그는 이러한 전통적 일본 인물이 "억압된 과거가 자신을 재주장하는 매개체로서 현대적 불안을 구현하는" 비디오테이프를 통해 표현된다고 주장한다.
루스 골드버그는 《링》이 "모성에 대한 양가감정"을 표현한다고 주장한다. 그는 레이코를 여성 독립의 새로운 가능성으로 인해 독립적 정체성을 추구하면서 "자연스러운" 순교적 주부 역할을 소홀히 하고, 결과적으로 자녀를 방치하는 어머니로 해석한다. 골드버그는 레이코 가족의 무의식적 갈등이 레이코가 조사 중인 다른 가족을 통해 초자연적으로 표현되는 이중 효과를 발견한다.
제이 맥로이는 결말을 희망적으로 해석한다. 만약 등장인물들이 치료적으로 자신들의 갈등을 이해한다면, 그들은 계속 살아갈 수 있다. 그러나 발메인은 낙관적이지 않다. 그는 비디오의 복제를 바이러스처럼 일본 전역으로 퍼지는 기술로 해석한다.

### 제목
영화의 제목 《링》은 여러 방식으로 해석될 수 있다. 예를 들어 끝없이 순환하는 저주/바이러스의 본질을 암시하는 것으로 볼 수 있다. 또 다른 해석은 "링(고리)"이 비디오테이프를 본 사람들에게 7일 안에 죽을 것이라고 경고하는 전화와 관련이 있다는 것이다. 또한 사다코의 시신이 부패하도록 버려진 우물 바닥에서 보이는 빛의 고리나, 사람들이 사후 세계에서 본다고 하는 희미한 에테르 같은 빛의 고리—아마도 우물의 은유—를 가리킬 수도 있다.

## 같이 보기
- 여우령